# La Paloma (música)
La Paloma é uma música composta em 1863 por Sebastian Iradier e Salaverri (Salaberri) (Lanciego, Álava, 20 de janeiro de 1809 - Vitória, 6 de dezembro de 1865), também conhecido como Sebastian Yradier, foi um compositor espanhol.
Em Madri, Sebastian Iradier desenvolveu uma intensa atividade e capacidade de entrar nos círculos aristocráticos e interagir com figuras de proa da música, literatura e política. Estudou composição com Baltasar Saldoni. Baltasar estudou composição com Saldoni. Entre 1835 e 1840 alcançou grande prestígio e popularidade na capital da Espanha. Foi sócio na seção de música do Liceu Literário e Artístico, no qual a instituição tomaria o lugar de membro de mérito na categoria de compositor e mestre capelão, foi vice-diretor da Academia Filarmónica Matritense, foi professor de harmonia e composição no Instituto professor de espanhol Universal Faculdade de Madri e membro honorário da Academia Filarmônica de Bayonne.
Entre 1839 e 1850 foi o primeiro professor de teoria musical para cantar no Real Conservatório de Música de Madri.
Ele ficou conhecido internacionalmente por sua música La Paloma, composta em 1863, após uma visita a Cuba. Tornou-se extremamente popular na Espanha e nas Américas e foi o responsável pela popularidade de Havana.